# Edgar Niecke

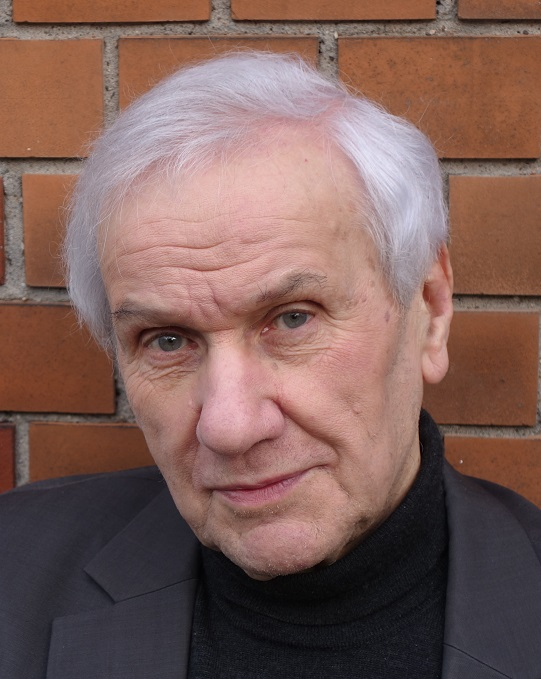
Edgar Niecke (2019)

Edgar Niecke (* 13. Januar 1939 in Berlin; † 1. Juli 2023 in Bonn) war ein deutscher Chemiker und war bis zu seiner Emeritierung Professor für anorganische Chemie an der Universität Bonn.

## Werdegang
Niecke wuchs in Hamburg und Bremen auf, studierte Chemie an der Universität Göttingen und promovierte dort 1969 bei Oskar Glemser. Nach der Habilitation 1976 in Göttingen über Iminophsphane und verwandten Systemen erhielt er 1977 eine Professur für Anorganische Chemie an der Universität Bielefeld und folgte 1986 einem Ruf auf einen Lehrstuhl an die Universität Bonn als Nachfolger von Rolf Appel. Seine Forschungsinteressen waren vor allem Synthese, Struktur und Reaktivität von Verbindungen des Elements Phosphor in niedrigen Koordinationszahlen mit Pionierarbeiten zum Fall der sogenannten Doppelbindungsregel. Weitere bemerkenswerte Entdeckungen betrafen Biradikale und Carbenoide.
Schüler von Edgar Niecke, die eine Hochschullaufbahn einschlugen, sind Dietrich Gudat (Universität Stuttgart), Rainer Streubel (Universität Bonn), Rudolf Pietschnig (Universität Kassel) und Thomas Baumgartner (York University).

## Auszeichnungen
- 1978 Dozentenstipendium des Fonds der chemischen Industrie
- 1997 Fellow der Japan Society for the Promotion of Science
- 2001 Egon Wiberg Lecture Award (LMU München)[5]
- 2003 Zemplén Géza Medaille der Technischen Universität Budapest[6]
- 2003 Arbuzov-Preis für herausragende Leistungen auf dem Gebiet der Phosphorchemie[7]

Anlässlich seines 80. Geburtstages wurde ein Sonderband im European Journal of Inorganic Chemistry veröffentlicht.